# Ibne Mucla
Abu Ali Maomé ibne Ali ibne Mucla (em árabe: أبو علي محمد بن علي ابن مقلة; romaniz.: Abū ʿAlī Muḥammad ibn ʿAlī ibn Muqla; Baguedade, 885/6 – Baguedade, 20 de julho de 940) foi um oficial persa do Califado Abássida que reteve altos postos estatais no começo do século X. Sua carreira chegou ao ápice com sua nomeação para o vizirado em Baguedade três vezes em 928–930, 932–933 e 934–936. Incapaz de enfrentar com sucesso o poder crescente dos emires regionais, perdeu sua posição para o primeiro emir de emires, ibne Raique, e morreu na prisão. Também foi um notório calígrafo.

## Vida

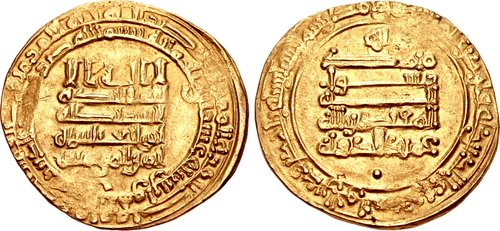
Dinar do califa Almoctadir r.

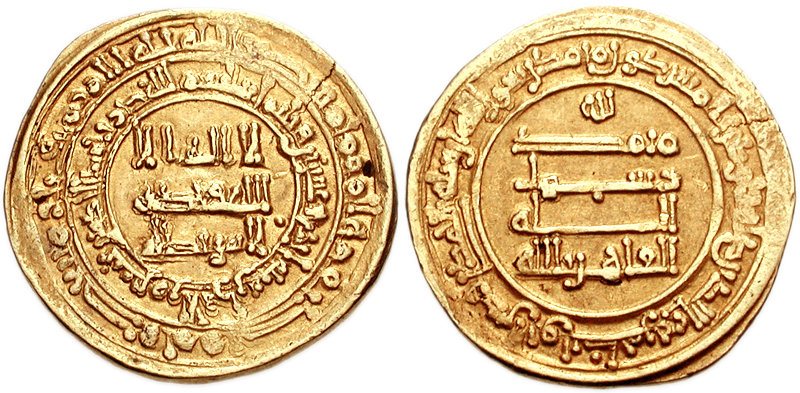
Dinar de ouro de Alcair r.

Ibne Mucla nasceu em Baguedade, capital do Califado Abássida, em 272 A.H. (885/6). Sua carreira no serviço público começo em Pérsis, onde serviu como coletor de impostos. Sua ascensão no governo central começou em 908, sob o patrocínio do vizir Alboácem Ali ibne Alfurate, que nomeou-o responsável pelos despachos oficiais. Foi nessa época, sob o governo ineficiente do califa Almoctadir (r. 908–932), que a burocracia civil alcançou seu zênite na corte, apesar de realizações de reinados anteriores para restaurar a sorte do califado colapsarem pela escassez financeira crônica. Por todo o período, o cenário político na corte foi dominado por ibne Alfurate e sua facção (os Banu Alfurate), seu rival Ali ibne Issa Aljarrá e sua facção (os Banu Aljarrá) e o chefe do exército Munis Almuzafar. Apesar dos íntimos laços com ibne Alfurate, que foram reafirmados no segundo mandato do último em 917–918, ibne Mucla virou-se contra ele em seguida. Sua próxima promoção veio no vizirado de facto em 918–928 de Ali ibne Issa, quando assumiu o importante departamento (divã) das propriedades públicas.
Ao cultivar a amizade do poderoso camareiro (hájibe) Nácer, ibne Mucla conseguiu assegurar o posto de vizir após a desgraça de Ali em 928. Seu vizirado, contudo, foi marcado por extrema instabilidade interna, incluindo o golpe de curta duração de 929, instigado por Munis, que depôs Almoctadir em favor de seu irmão Alcair. Seu golpe fracassado não impediu que Munis e Ali tomassem o governo e provocassem a demissão de ibne Mucla em 930. Foi renomeado como vizir por Alcair quando sucedeu seu irmão após o assassínio dele em 932. As tentativas de Alcair para afirmar sua autoridade tiveram oposição de ibne Mucla e Munis. Munis quis conspirar contra Alcair, mas foi preso e morto antes de poder agir; ibne Mucla, após apenas seis meses em ofício, foi demitido.

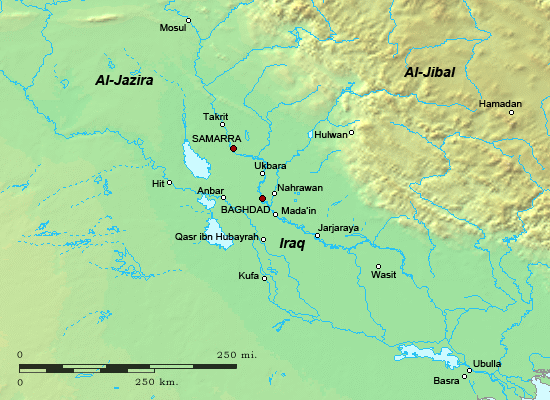
Iraque nos séculos IX-X

Ibne Mucla então chefiou outra conspiração, e em 934 Alcair foi capturado, cegado e deposto pelas tropas de Baguedade, com seu irmão Arradi sucedendo-lhe. Ibne Mucla foi nomeado para seu terceiro mandato como vizir. Por esta época, a maior ameaça enfrentada pelo califado era a independência crescente dos governadores regionais, que haviam tomado vantagem de conflitos internos na corte para fortalecer o controle deles sobre suas províncias e retiveram os impostos devidos a Baguedade, deixando o governo aleijado. Ibne Mucla resolveu reafirmar seu controle sobre províncias vizinhas pela via militar e escolheu a Jazira (Mesopotâmia Superior) possuída pelos hamadânidas como seu primeiro alvo: em 935, lançou uma campanha que tomou a capital hamadânida, Moçul, mas foi forçado a retornar a Baguedade. Outra tentativa em 936 para atacar o governador rebelde de Uacite, Maomé ibne Raique, sequer ocorreu. Junto de seu fracasso para conter a crise financeira, este último desastre levou a demissão e prisão de ibne Mucla.
A demissão de ibne Mucla marcou também o final da independência dos califas abássidas, pois logo depois ibne Raique foi nomeado para o novo posto de emir de emires ("comandante de comandantes"), um ofício de base militar que tornou-se o governante de facto do que restava do califado e privou o califa de toda sua autoridade real. Ibne Raique confiscou as possessões de ibne Mucla e seu filho, e ibne Mucla, por sua vez, começou a conspirar contra ele. Ibne Raique preocupou-se com isso e ordenou que fosse preso e sua mão direita fosse cortada. Logo depois, ainda que o exército turco de Bajecã estivesse aproximando-se de Baguedade para depor ibne Raique, sua língua foi cortada. Bajecã venceu, mas ibne Mucla ficou preso, onde morreu em 20 de julho de 940.

## Caligrafia
Ibne Mucla também era famoso como calígrafo. Era reverenciado como 'profeta no campo da caligrafia; foi derramado sobre sua mão, assim como foi revelado às abelhas para tornar suas células de mel hexagonais' Ele ou seus irmãos foram considerados os criadores do estilo al-khatt al-mansub (escrita proporcional), aperfeiçoado pelo calígrafo persa do século XI ibne Albauabe. Khatt refere-se à "marcação" de linhas, sugerindo que a caligrafia é uma demarcação do espaço. No sistema al-khatt al-mansub, a forma das letras está relacionada a três medidas: o tamanho do nucta; a altura do álefe; e o círculo com um diâmetro igual à altura do álefe. Nenhuma das obras de ibne Mucla sobreviveram, com sua obra sendo conhecida apenas através de outras fontes como Ibne Nadim.